# Arendshoeve
De Arendshoeve is een typisch Zeeuwse boerderij, gelegen in 's-Heer Arendskerke in de Nederlandse provincie Zeeland.

## Beschrijving
Het pand staat geregistreerd als rijksmonument en dateert uit begin 17e eeuw. Het vrijstaande woonhuis heeft gepleisterde stenen buitenmuren en een pannengedekt zadeldak. Hiernaast staat een bakstenen bakhuisje/ zomerhuisje met eenzelfde dakvorm en dakbedekking. Op het erf staat tevens een grote houten schuur met een rietgedekt wolfsdak.
Van de hoeve is sinds 2009 een replica in Madurodam.